# Gabriel Richard (politicus)

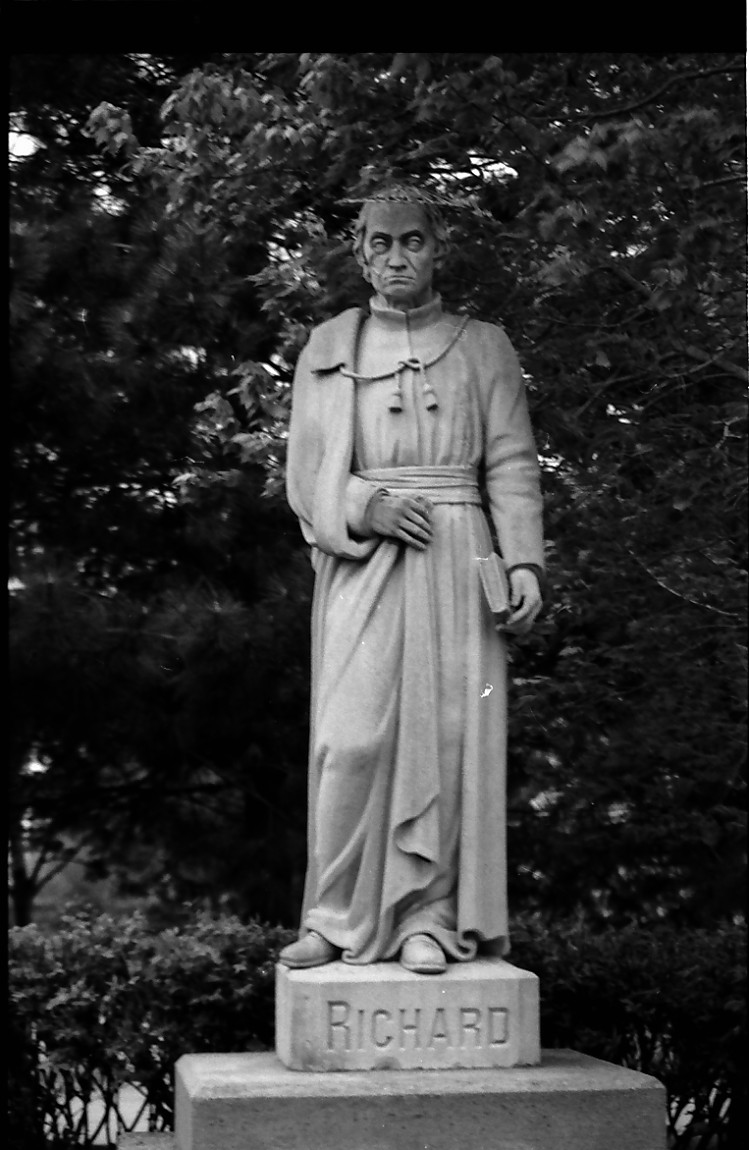
Standbeeld van Gabriel Richard in Detroit

Gabriel Richard (Saintes, 15 oktober 1767 - Detroit, 13 september 1832) was een in Frankrijk geboren Amerikaans rooms-katholieke priester en politicus.

## Priester
Richard trad in bij de sulpicianen in 1790 en werd op 9 oktober 1791 tot priester gewijd. Terwijl de Revolutie in Frankrijk woedde trok hij in 1792 naar de Verenigde Staten. Vanaf 1793 bediende hij de missieposten die door Franse jezuïeten waren gesticht voor de indianen op de oostelijke oever van de Mississippi in het zuiden van Illinois: St. Joseph in Prairie du Rocher, Holy Family in Cahokia en Immaculate Conception in Kaskaskia.
In 1798 werd hij overgeplaatst naar Detroit. Daar werd hij in 1802 pastoor van de parochie van St. Anne en die functie zou hij vervullen tot zijn dood in 1832. Hij bouwde een zevende kerk in de parochie en was erg actief op onderwijsvlak. Hij stichtte een school voor zowel blanke en indiaanse kinderen en was in 1817 samen met John Monteith stichter van de Universiteit van Michigan.
Richard stierf tijdens een cholera-epidemie terwijl hij de zieken verzorgde.

## Politicus
Op 4 september 1823 werd Richard verkozen voor het territorium Michigan in het Amerikaanse Congres, als eerste rooms-katholieke priester. Hij zetelde er een termijn van vier jaar. Een verwezenlijking van hem was de aanleg van de weg die Detroit met Chicago verbond, de U.S. Route 12.
- Bibliothèque nationale de France: cb134947183 (data)
- International Standard Name Identifier: 0000 0000 6128 6752
- Library of Congress Control Number: n85373786
- Nationale Bibliotheek van Israël: 987007278171005171
- Nederlandse Thesaurus van Auteursnamen: 122022475
- SNAC: w6r21bs5
- Biographical Directory of the United States Congress: R000210
- Virtual International Authority File: 50689154
- WorldCat: E39PBJwRQFyKFHVQyrw6HtKjmd